# 城北公園
城北公園（しろきたこうえん）は、大阪府大阪市旭区生江三丁目29にある都市公園（総合公園）である。

## 概要
1934年（昭和9年）に淀川の旧河床約11ヘクタールを整備して開園した。公園の名称は、大阪市編入以前の自治体名「城北村」（しろきたむら）に由来し、榎並城の北に位置することによる。
公園の真ん中には池があり、その池をまたぐように菅原城北大橋が公園を南北に横断している。毎年6月頃には菖蒲園も開かれる。

## 菖蒲園
1964年（昭和39年）に開設された回遊式の花菖蒲園。面積約1.3ヘクタール。花菖蒲約250品種が栽培されている。菖蒲園の一角では、カキツバタも栽培されている。大阪みどりの百選に選定されている。

## 交通
- 大阪シティバス 城北公園前停留所下車
  - 大阪駅（JR西日本）から34系統で約20分
  - 天満橋駅（京阪本線・中之島線・Osaka Metro谷町線）から10系統で約20分
  - Osaka Metro谷町線太子橋今市駅から34・10系統で約5分
  - 京阪本線土居駅から守口車庫停留所から乗車し34・10系統で約7分
- おおさか東線（JR西日本）城北公園通駅東口より徒歩15分

## 周辺情報
- 淀川
- 大阪工業大学本校（大宮キャンパス）